# Tom Segura
Thomas Weston Segura (nacido el 16 de abril de 1979) es un comediante, escritor, autor, actor y presentador de podcasts estadounidense. Segura es coanfitrión del podcast Your Mom's House con su esposa y también comediante Christina Pazsitzky. Segura también es coanfitrión del podcast Two Bears One Cave con su amigo y colega comediante Bert Kreischer.

## Primeros años
Segura nació el 16 de abril de 1979 en Cincinnati, Ohio, hijo de Rosario "Charo" Segura y Thomas Nadeau Segura. Su padre fue primer vicepresidente de Merrill Lynch.
Tom creció hablando español y pasaba los veranos en Lima, Perú. Se graduó de Saint Edward's School en Vero Beach, Florida, y de Lenoir-Rhyne University en Hickory, Carolina del Norte. A los 19 años, tomó una sobredosis de GHB y cayó en coma breve.

## Carrera
Segura comenzó a hacer comedia stand-up poco después de graduarse de la Universidad Lenoir-Rhyne. En el episodio 568 de Your Mom's House, Segura mencionó que estuvo haciendo comedia por las noches durante los primeros años mientras tenía otros trabajos durante el día. Segura ha descrito su pasantía en Kopelson Entertainment y luego su primer trabajo remunerado en la industria como maderero, produciendo transcripciones de reality shows como Extreme Makeover y My Big Fat Obnoxious Boss.
Segura ha actuado en el Festival Internacional de Comedia de Melbourne, el Festival de Comedia, el Festival de Comedia Global en Vancouver y el Festival de Comedia Just For Laughs. Segura también fue finalista regional de San Francisco en Last Comic Standing 2.
Segura ha sido un invitado frecuente en The Joe Rogan Experience. Su primera aparición fue en el episodio 20.
En 2018, Segura y Pazsitzky consiguieron un contrato de televisión con CBS, que se comprometió a producir un piloto para su programa The Little Things. El cuarto especial de Segura para Netflix, Ball Hog, se estrenó el 24 de marzo de 2020, y se planeó un especial en español para el otoño de 2020, antes de la llegada de la pandemia de COVID-19.
En 2010, Segura y Pazsitzky iniciaron el podcast Your Mom's House, que ambos presentan.
Segura lanzó un libro en 2022 titulado I'd Like to Play Alone, Please, una colección de ensayos humorísticos. Dijo sobre el libro: "Esto no es un libro de memorias, esto no es una autobiografía. Es una colección de historias, que es una extensión de lo que hago como comediante, que es contar muchas historias".

## Vida personal
Segura es de Cincinnati, Ohio, y ha vivido en Minneapolis, Minnesota; Mequon, Wisconsin; Vero Beach, Florida; y Los Ángeles, California. Tiene dos hermanas, Jane y Maria y está relacionado con el neurobiólogo y presentador de podcasts Andrew D. Huberman.
Segura y su esposa y dos hijos viven en Austin, Texas.

En los veranos viajaba a Perú donde cada año pasaba 2 años con sus primos, y asistía al colegio jesuita De La Inmaculada en Monterrico, Lima.

## Stand-up

### Álbumes
| Año  | Título                    | Notas                    |
| ---- | ------------------------- | ------------------------ |
| 2010 | Thrilled                  | Álbum stand-up de 1 hora |
| 2012 | White Girls With Cornrows | Álbum stand-up de 1 hora |

### Especiales
| Año  | Título            | Notas                                   |
| ---- | ----------------- | --------------------------------------- |
| 2014 | Completely Normal | Especial de comedia stand-up de Netflix |
| 2016 | Mostly Stories    | Especial de comedia stand-up de Netflix |
| 2018 | Disgraceful       | Especial de comedia stand-up de Netflix |
| 2020 | Ball Hog          | Especial de comedia stand-up de Netflix |
| 2023 | Sledgehammer      | Especial de comedia stand-up de Netflix |

### Apariciones en televisión
| Año  | Título                  | Referencias |
| ---- | ----------------------- | ----------- |
| 2007 | Live at Gotham          | [ 23 ]      |
| 2011 | Comedy Central Presents | [ 24 ]      |
| 2013 | This Is Not Happening   | [ 25 ]      |

## Filmografía
| Año  | Título              | Papel       | Notas                                   |
| ---- | ------------------- | ----------- | --------------------------------------- |
| 2010 | Frank Advice        | Dan Pena    | Coescritor                              |
| 2013 | 9 Inches            | Dan         | Coescritor y director                   |
| 2016 | The People's Mayor  | Harry Pryor | Piloto                                  |
| 2017 | I Need You To Kill  | Él mismo    | Filmada en Hong Kong, Singapur, y Macao |
| 2018 | Familia al instante | Russ        |                                         |
| 2019 | Countdown           | Derek King  |                                         |
| 2020 | The Opening Act     | Policía     |                                         |